# المشرع الروي في شرح منهاج النووي
المشرع الرويُّ في شرح منهاج النووي هو كتاب من تأليف العلامة أبي الفتح محمد بن أبي بكر المراغي من أول كتاب قطع السرقة إلى نهاية كتاب النذر من الكتب التي تختص بعلوم أصول الفقه والتخصصات قريبة الصلة من عقيدة وحديث وعلوم قرآنية

## نبذة عن صاحب الكتاب
محمد بن أبي بكر المراغي (775ه‍/1374م - 859 ه‍/1455م) هو محمد بن أبي بكر بن الحسين، أبو الفتح، شرف الدين القرشي المراغي، فقيه عارف بالحديث، من سلالة عثمان بن عفان، وُلد بالمدينة، وتُوفي بمكة.